# آل الیاس
آل الیاس نام سلسله‌ای از فرمانروایان ایرانی در کرمان «۳۵۷ ۳۱۷ق / ۹۶۸ ۹۲۹م». در ۳۵۷ عضدالدوله دیلمی کرمان را از آخرینِ افراد این سلسله گرفت. خاستگاه آنان سغد ماوراءالنهر بود.
سرسلسله آنان ابوعلی محمدبن الیاس بن الیسع سمرقندی از ممالیک نصر بن احمد سامانی ست.